# Deportivo Cali
Asociación Deportivo Cali – kolumbijski klub piłkarski z siedzibą w mieście Cali, stolicy departamentu Valle del Cauca. Występuje w rozgrywkach Categoría Primera A. Domowe mecze rozgrywa na obiekcie Estadio Deportivo Cali.
Dziesięciokrotny mistrz Kolumbii.

## Osiągnięcia

### Krajowe
- Categoría Primera A

| zwycięstwo (10):     | 1965, 1967, 1969, 1970, 1974, 1996, 1998, 2005 (F), 2015 (A), 2021                                 |
| drugie miejsce (14): | 1949, 1962, 1968, 1972, 1976, 1977, 1978, 1980, 1985, 1986, 2003 (F), 2006 (A), 2013 (F), 2017 (A) |

- Copa Colombia

| zwycięstwo (1):     | 2010       |
| drugie miejsce (2): | 1963, 1981 |

- Superliga Colombiana

| zwycięstwo (1):     | 2014 |
| drugie miejsce (1): | 2016 |

### Międzynarodowe
- Copa Libertadores

| zwycięstwo (0):     | –          |
| drugie miejsce (2): | 1978, 1999 |

- Copa Merconorte

| zwycięstwo (0):     | –    |
| drugie miejsce (1): | 1998 |

## Historia
Deportivo Cali był pierwszym kolumbijskim klubem, który dotarł do finału Copa Libertadores w roku 1978, gdzie nie sprostał słynnemu argentyńskiemu klubowi Boca Juniors. Ponownie sztuka ta udała się w roku 1999, kiedy to przyszło zmierzyć się z brazylijskim SE Palmeiras.
Klub zdobył mistrzostwo Kolumbii ośmiokrotnie: 1965, 1967, 1969, 1970, 1974, 1996, 1998, 2005 (Finalización) oraz 2015 (Apertura).
Deportivo Cali korzysta na co dzień ze stadionu Estadio Deportivo Cali. Jest pierwszym kolumbijskim klubem posiadającym swój własny obiekt. Wcześniej drużyna rozgrywała swoje spotkania na stadionie Estadio Olímpico Pascual Guerrero, mającego pojemność 50 000 widzów.

## Aktualny skład
Stan na 1 września 2022.
| Nr | Poz. | Piłkarz                |
| -- | ---- | ---------------------- |
| 1  | BR   | Humberto Acevedo       |
| 2  | OB   | Jorge Marsiglia        |
| 3  | OB   | Guillermo Burdisso     |
| 4  | OB   | José Caldera           |
| 5  | PO   | Fabry Castro           |
| 6  | PO   | Edgard Enrique Camargo |
| 9  | NA   | Ángelo Rodríguez       |
| 10 | PO   | Daniel Luna            |
| 11 | NA   | Yony González          |
| 13 | NA   | Santiago Mosquera      |
| 14 | OB   | Juan Franco            |
| 16 | OB   | Germán Mera            |
| 17 | OB   | Aldair Gutiérrez       |
| 18 | NA   | Óscar Segura           |
| 19 | NA   | Carlos Lucumí          |

| Nr | Poz. | Piłkarz                     |
| -- | ---- | --------------------------- |
| 20 | OB   | Onel Acosta                 |
| 21 | NA   | Kevin Velasco               |
| 22 | BR   | Daniel Lasso                |
| 23 | PO   | Yimmi Congo                 |
| 24 | PO   | Carlos Robles               |
| 26 | PO   | Kevin Salazar               |
| 28 | PO   | Gian Cabezas                |
| 29 | NA   | Teófilo Gutiérrez (kapitan) |
| 31 | NA   | Jefferson Ramos             |
| 32 | OB   | Christian Mafla             |
| 33 | OB   | Adrián Palacios             |
| 35 | OB   | Kevin Moreno                |
| 36 | OB   | Juan Mina                   |
| 42 | BR   | Miguel Sánchez              |
| 99 | NA   | Agustín Vuletich            |